# ورکی-وولا
ورکی-وولا (به لاتین: Wyryki-Wola) یک روستا در لهستان است که در گمینا ورکی واقع شده‌است.